# Аль-Башир, Абдул-Илах
Абдул-Илах аль-Башир аль-Наими (араб. عبد الإله البشير‎) — полевой командир, один из лидеров сирийских повстанцев, в феврале — октябре 2014 года — глава Высшего военного совета «Свободной сирийской армии» (ССА), ранее возглавлял военный совет повстанцев в провинции Кунейтра на юге Сирии. Происходит из арабского племени Наими, представители которого в Сирии проживают на Голанских высотах (провинция Кунейтра). До начала гражданской войны служил в правительственной армии в звании бригадного генерала. Дезертировал 13 июля 2012 года вместе с несколькими другими офицерами — выходцами из племени Наими, возглавив силы повстанцев в провинции Кунейтра.
26 ноября 2013 года в столкновении с правительственными войсками был убит его сын — Талал. Абдул-Илах Башир стал главнокомандующим «Свободной сирийской армии» 16 февраля 2014 года, сменив на этой должности Салима Идриса.